# PAE Panaitolikos
PAE Panaitolikos GFS (řecky ΠΑΕ Παναιτωλικός ΓΦΣ – Ποδοσφαιρική Ανώνυμη Εταιρεία Παναιτωλικός Γυμναστικός Φιλεκπαιδευτικός Σύλλογος; fotbalový oddíl panaitolského gymnastického a vzdělávacího klubu) je řecký fotbalový klub z města Agrinio v Aitólii-Akarnánii, který byl založen v roce 1926. Domácím hřištěm je stadion Panaitolikos s kapacitou 7 200 míst.
Klubové barvy jsou žlutá a modrá.
V sezóně 2014/15 skončil klub na 7. místě v řecké Superlize.

## Logo
Klubovému logu dominuje Titormos, starověký hrdina Aitólie. Je zde i motto Τίτορμος Αιτωλός Ούτος Άλλος Ηρακλής, v překladu Titormos Aitolský je další Héraklés. V emblému je i letopočet založení 1926.